# Øygarden
Gmina Øygarden (norw. Øygarden kommune) – norweska gmina leżąca w regionie Hordaland. Jej siedzibą jest miasto Tjeldstø.
Øygarden jest 411. norweską gminą pod względem powierzchni.

## Demografia
Według danych z roku 2005 gminę zamieszkuje 3975 osób. Gęstość zaludnienia wynosi 60,38 os./km². Pod względem zaludnienia Øygarden zajmuje 232. miejsce wśród norweskich gmin.
| ludność stan na 1 stycznia 2005 |         |           |       |
|                                 | kobiety | mężczyźni | razem |
| osób                            | 1994    | 1981      | 3975  |
| %                               | 50,16%  | 49,84%    | 100%  |

| wykształcenie stan na 1 października 2004 |        |         |        |        |
|                                           | podst. | średnie | wyższe | niezn. |
| osób                                      | 847    | 1777    | 333    | 33     |
| %                                         | 28,33% | 59,43%  | 11,14% | 1,1%   |

## Edukacja
Według danych z 1 października 2004:
- liczba szkół podstawowych (norw. grunnskolar): 6
- liczba uczniów szkół podst.: 636

## Władze gminy
Według danych na rok 2011 administratorem gminy (norw. rådmann) jest Torgeir Sæter, natomiast burmistrzem (norw. ordfører, d. borgermester) jest Olav Martin Vik.